# تپه قلعه کهنه درسری
تپه قلعه کهنه درسری مربوط به قرون میانه و متأخر اسلامی است و در شهرستان درمیان، بخش مرکزی، دهستان درمیان، روستای درسری واقع شده و این اثر در تاریخ ۸ بهمن ۱۳۸۵ با شمارهٔ ثبت ۱۷۰۵۰ به عنوان یکی از آثار ملی ایران به ثبت رسیده است.